# William Safire
William L. Safire, né le 17 décembre 1929 et mort le 27 septembre 2009, est un éditorialiste, journaliste et spécialiste de l’anglo-américain originaire de New York. Il est conseiller de Richard Nixon pour qui il écrit de nombreux discours.
Il est surtout connu pour ses nombreuses chroniques politiques dans le New York Times et ses contributions sur le langage au New York Times Magazine. Il reçoit le prix Pulitzer en 1978.

## Biographie
Son nom de famille, d'origine juive roumaine, est Safir (William a ajouté le "e"). Safire est un diplômé de la Bronx High School of Science, une école supérieure pour les élites à New York. Il étudie à l'Université de Syracuse, mais la quitte après seulement deux ans. Safire y donne plus tard un discours d'ouverture et entre au conseil d'administration de l'université. En 1949, il travaille auprès de l'éditorialiste Tex McCrary au New York Herald Tribune puis il est producteur radio et télé, et correspondant pour l'armée américaine.
Safire entre en politique en 1952. De 1955 à 1960, il est chargé de relations publiques. À Moscou, en 1959, il pousse Nixon et Khrouchtchev au Kitchen Debate durant lequel ils débattent du capitalisme et du communisme, et en tire le célèbre cliché. Cet évènement le rapproche de Nixon. Ultérieurement il écrit des discours pour Richard Nixon et Spiro Agnew ; il a l'idée de la petite phrase d'Agnew « nattering nabobs of negativism » (fr : les nababs jacassants du négativisme) pour désigner les médias hostiles.

## Journalisme
Safire rejoint le New York Times comme chroniqueur politique en 1973. En 1978, il gagne le Prix Pulitzer for commentary pour son enquête sur des irrégularités budgétaires attribuées à Bert Lance. Cependant des enquêtes ultérieures par le Congrès ne trouvent aucune malversation et les deux personnes deviendront amies.
En annonçant la retraite de la chronique politique de Safire en 2005, Arthur Sulzberger, Jr., éditeur du The New York Times, écrit:
The New York Times without Bill Safire is all but unimaginable, Bill's provocative and insightful commentary has held our readers captive since he first graced our Op-ed Page in 1973. Reaching for his column became a critical and enjoyable part of the day for our readers across the country and around the world.  Whether you agreed with him or not was never the point, his writing is delightful, informed and engaging."
De 1995 à 2004 Safire est membre du jury Pulitzer. Après avoir arrêté ses chroniques op-ed, Safire devient directeur de la Dana Foundation de laquelle il est président depuis 2000.
En outre il a écrit plusieurs romans et tient depuis 1977 une chronique sur le langage dans les pages du supplément dominical qui faisaient autorité.

## Politique
Safire se décrit comme un conservateur libertarien. Un récit du  Washington Post sur l'arrêt de ses tribunes op-ed le cite sur ce sujet:
I'm willing to zap conservatives when they do things that are not libertarian. [After the 9/11 attacks,] I was the first to really go after George W. on his treatment of prisoners.
Après avoir voté pour Bill Clinton en 1992, Safire devient un des principaux critiques de son administration. Hillary Clinton en particulier a souvent été sa cible. Il cause une petite tempête quand il traite Hillary de « menteuse congénitale », à quoi elle répond qu'elle ne se sent pas offensée pour elle, mais pour sa mère. Selon l'attaché de presse de Clinton, Mike McCurry, « le président, s'il n'avait pas été président, aurait donné une réponse plus énergique, sur l'arête du nez de M. Safire. »"
En 2002-2003, Safire est de ceux qui appellent à une guerre contre l'Irak, annonce qu'elle serait rapide et que la population fêterait ses libérateurs. De nombreux lecteurs de ses chroniques du New York Times étaient consternés qu'il fasse régulièrement état d'une prétendue rencontre à Prague entre un haut dirigeant des services secrets irakiens et Mohamed Atta, un des responsables du 11 septembre. Cette thèse est réfutée par les autorités tchèques, par la CIA et d'autres agences de renseignements crédibles. Safire persiste cependant à soutenir la véracité de cette théorie, qu'il utilise comme justification de la guerre contre l'Irak. Il écrit aussi que des scientifiques irakiens une fois libérés mèneraient les forces de la coalition aux dépôts d'armes de destruction massive que les inspecteurs de l'ONU n'avaient pu découvrir. Il est à cette époque un relais d'une campagne de presse anti-française accréditant l'idée que des sociétés d'État françaises, et le président Chirac lui-même, veillaient à ravitailler illicitement l'Irak en composants de carburants pour missiles. Il n'a jamais voulu revenir sur toutes ces affirmations.[réf. nécessaire]
S'il est favorable à la guerre en Irak, il combat en revanche le Patriot Act et témoigne devant le Sénat pour qu'il fasse une loi protégeant le secret des sources journalistiques et prévienne les poursuites.
En 2006, Safire reçoit la médaille présidentielle de la Liberté des mains de George W. Bush.
Il est un défenseur obstiné d'Israël et pour cette raison reçoit le Guardian of Zion Award de l'Université Bar-Ilan en 2005.

## Référence
- Larry Berman et Bruce W. Jentleson, Bush and the Post-Cold War World New Challenges for American Leadership in Colin Campbell, S.J., and Bert A. Rockman, ed.s The Bush Presidency: First Appraisals. 1991. Chatham House.  (ISBN 0-934540-90-X).

1. ↑  « https://archives.nypl.org/mss/17809 » (consulté le 22 juillet 2024)
2. 1 2 3 4 5 6  William Safire, Nixon Speechwriter and Times Columnist, Is Dead at 79, nécrologie sur le NYT, 28/09/09
3. ↑  Missing Links Found, 24 novembre 2003

- William Safire, Nixon Speechwriter and Times Columnist, Is Dead at 79, nécrologie sur le NYT, 28/09/09